# Carrie Soto is Back
Carrie Soto is Back è un romanzo della scrittrice statunitense Taylor Jenkins Reid pubblicato nel 2022.

## Trama
Carrie Soto è una ex tennista che, allenata dal padre Javier, durante la sua carriera ha infranto ogni record. Sei anni dopo il suo ritiro, il suo record viene infranto da Nicki Chan. A trentasette anni, Carrie decide di ricominciare a giocare, allenata nuovamente dal padre, per poter riconquistare il suo record. Per raggiungere il suo obiettivo, si allena con Bowe Huntley, un uomo a cui un tempo aveva aperto il suo cuore.

## Accoglienza
Il romanzo è stato un best seller del New York Times. Elle lo ha definito "un'epica avventura su un'atleta donna che forse ha superato il suo apice, riportata sul campo da tennis per un ultimo grande slam", mentre il Time lo ha definito "un romanzo pieno di cuore su un padre e una figlia iconici e perseveranti."

## Adattamento
Il 30 marzo 2023 è stato annunciato che il romanzo sarà adattato da Picturestart.